# John Holmes (compositeur)
Pour les articles homonymes, voir John Holmes.
John Holmes (mort en 1629) est un compositeur anglais et musicien de cathédrale de la Renaissance. Son madrigal Thus Bonny-boots The Birthday Celebrated est inclus dans The Triumphs of Oriana, collection de compositions vocales publiée en 1601.
Holmes officie aux cathédrales de Winchester et Salisbury puis est nommé maître des choristes à Salisbury en 1621 et occupe cette fonction jusqu'à sa mort.